# محاكمة قادة استقلال كاتالونيا
محاكمة قادة استقلال كاتالونيا هي محاكمة شفوية بدأت في 12 فبراير 2019 في المحكمة العليا الإسبانية ضد قادة استقلال كاتالونيا. وقد نظر في القضية سبعة قضاة برئاسة القاضي مانويل مارشينا. بعدما نسق القاضي بابلو لارينا تحقيقًا في الفترة بين أكتوبر 2017 ويوليو 2018، ونتيجة لذلك تمت محاكمة 12 شخصًا، بمن فيهم نائب رئيس الحكومة الإقليمية السابق أوريول جونكويراس ومعظم أعضاء مجلس الوزراء فضلاً عن الناشطين السياسيين جوردي سانشيز آي بيكانيول وجوردي كويكسارت والرئيسة السابقة للبرلمان الكاتالوني كارمي فوركاديل. في بداية التحقيق، ظل بعض المتهمين رهن الاحتجاز دون كفالة وبالتالي قضوا بالفعل جزءًا من عقوبتهم.
حوكم المتهمون بتهم متعلقة بتنظيم استفتاء استقلال كتالونيا 2017، بعد أن أعلنت المحكمة الدستورية الإسبانية أنه غير شرعي فتم تعليقه، كما تم إلغاء القوانين المسنونة لإلغاء الدستور الإسباني والنظام الأساسي لحكم كاتالونيا واعتبارها غير قانونية مع إعلان استقلال كتالونيا في 27 أكتوبر 2017.
في 12 يونيو 2019، انتهت المحاكمة رسمياً. حيث صدر الحكم بالإجماع في 14 أكتوبر 2019. والذي قضى بالحكم على تسعة من المتهمين الـ 12 بالسجن بتهمة التحريض على الفتنة ؛ أدين أربعة منهم أيضا باختلاس الأموال العامة حيث تراوحت العقوبة بين 9 إلى 13 سنة. فيما أُدين المتهمون الثلاثة الآخرون بالعصيان المدني بالغرامة فقط. أعرب بعض المدعى عليهم في المحاكمة عن عزمهم على الاستئناف لدى المحكمة الدستورية الإسبانية والمحكمة الأوروبية لحقوق الإنسان.
أثار حكم المحكمة العليا العديد من الاحتجاجات في جميع أنحاء المنطقة.

## المدعى عليهم
كان هناك ما مجموعه 18 شخصًا يحاكمون في سياق هذه القضية. مع الإشارة إلى الاتهام والإدانة المطلوبة والعقوبة الصادرة عن المحكمة العليا.

### المحكمة العليا
| الاسم           | الصورة | المنصب                                     | تهم النائب العام                              | تهم النائب العام                                                                        | تهم المحامي العام                      | تهم المحامي العام                                                                          | تهم الحزب فوكس المتطرف                                        | تهم الحزب فوكس المتطرف                                                  | محامي دفاع                                 | الحكم                                  | الحكم                                                               |
| الاسم           | الصورة | المنصب                                     | التهم                                         | العقوبة                                                                                 | التهم                                  | العقوبة                                                                                    | التهم                                                         | العقوبة                                                                 | محامي دفاع                                 | الجرم                                  | العقوبة                                                             |
| --------------- | ------ | ------------------------------------------ | --------------------------------------------- | --------------------------------------------------------------------------------------- | -------------------------------------- | ------------------------------------------------------------------------------------------ | ------------------------------------------------------------- | ----------------------------------------------------------------------- | ------------------------------------------ | -------------------------------------- | ------------------------------------------------------------------- |
| ميريتسيل بورياس |        | وزيرة الرعاية الاجتماعية والتوظيف والأسرة  | - التمرد - اختلاس الأموال العامة              | - 16 سنة سجن مع التجريد المطلق من المنصب                                                | - التحريض - سوء استخدام الأموال العامة | - السجن لمدة 11 سنة و 6 أشهر مع التجريد المطلق                                             | - تمرد - منظمة إجرامية - سوء استخدام الأموال العامة           | - 74 سنة سجن                                                            | ماريانو بيرجيس                             | التحريض وسوء استخدام الأموال العامة    | السجن لمدة 12 سنة وحظر 12 سنة عن شغل المنصب                         |
| ميريتسيل بورياس |        | وزير الحكم والإدارة العامة والإسكان        | - العصيان المدني - سوء استخدام الأموال العامة | - السجن لمدة 7 سنوات والتجريد المطلق لمدة 16 سنة - 100 يورو غرامة في اليوم لمدة 10 أشهر | - التحريض - سوء استخدام الأموال العامة | - السجن لمدة 7 سنوات مع التجريد المطلق لمدة 10 سنين - 100 يورو غرامة في اليوم لمدة 10 أشهر | - منظمة إجرامية - العصيان المدني - سوء استخدام الأموال العامة | - السجن لمدة 24 سنة مع التجريد من المنصب لمدة سنتين - 108000 يورو غرامة |                                            | العصيان                                | الغرامة لمدة 10 أشهر                                                |
| جوردي كويكسارت  |        | رئيس جمعية أومنيوم الثقافية                | - تمرد - سوء استخدام الأموال العامة           | - السجن لمدة 17 سنة - 17 سنة تنحية مطلقة                                                | - الفتنة                               | - السجن لمدة 8 سنوات - 8 سنوات تنحية مطلقة                                                 | - تمرد (جريمتان) - الفتنة (جريمتان) - منظمة إجرامية           | - 52 سنة سجن                                                            | مارينا رويج وبينيت ساليلاس                 | فتنة                                   | السجن 9 سنوات وحظر 9 سنوات لشغل المنصب                              |
| كارمي فوركاديل  |        | رئيس برلمان كاتالونيا                      | - تمرد                                        | - السجن لمدة 17 سنة - 17 سنة تنحية مطلقة                                                | - الفتنة - سوء استخدام الأموال العامة  | - السجن لمدة 10 سنوات - 10 سنوات تنحية مطلقة                                               | - تمرد (جريمتان) - الفتنة (جريمتان) - منظمة إجرامية - العصيان | - 52 سنة في السجن - 2 سنوات تنحية خاصة - 108000 يورو غرامة              | أولغا أرديريو ريبول ورايمون توماس فينارديل | الفتنة                                 | 11 عامًا وستة أشهر سجن و 11 عامًا وستة أشهر حظرًا لشغل المنصب.         |
| يواكيم فورن     |        | وزير الداخلية                              | - تمرد - سوء استخدام الأموال العامة           | - السجن 16 سنة - 16 سنة تنحية مطلقة                                                     | - الفتنة - سوء استخدام الأموال العامة  | - 11 سنة و 6 أشهر سجن - 11 سنة و 6 أشهر تنحية مطلقة من المنصب                              | - تمرد - منظمة إجرامية - سوء استخدام الأموال العامة           | - 74 سنة سجن                                                            | غزافيي ميليرو                              | فتنة                                   | السجن لمدة 10 سنوات وستة أشهر وحظر 10 سنوات وستة أشهر من شغل المنصب |
| أوريول جونكيراس |        | نائب رئيس كاتالونيا                        | - تمرد - سوء استخدام الأموال العامة           | - السجن لمدة 25 سنة - 25 سنة تنحية مطلقة                                                | - الفتنة - سوء استخدام الأموال العامة  | - السجن لمدة 12 سنة - 12 سنة تنحية مطلقة                                                   | - تمرد - منظمة إجرامية - سوء استخدام الأموال العامة           | - 74 سنة سجن                                                            | أندرو فان دن إيندي                         | الفتنة مع إساءة استخدام الأموال العامة | السجن لمدة 13 عامًا وحظر 13 عامًا لشغل المنصب                         |
| كارليس موندو    |        | وزير العدل                                 | - العصيان - سوء استخدام الأموال العامة        | - السجن لمدة 7 سنوات - 16 سنة تنحية مطلقة - 100 يورو غرامة في اليوم لمدة 10 أشهر        | - الفتنة - سوء استخدام الأموال العامة  | - السجن لمدة 7 سنوات - 10 سنوات تنحية مطلقة - 100 يورو غرامة في اليوم لمدة 10 أشهر         | - منظمة إجرامية - العصيان - سوء استخدام الأموال العامة        | - السجن لمدة 24 سنة - سنتين تنحية خاصة - 108000 يورو غرامة              | جوزيب أوريا                                | العصيان                                | تغريمه خلال 10 أشهر                                                 |
| راؤول روميفا    |        | وزير الخارجية والعلاقات المؤسسية والشفافية | - تمرد - سوء استخدام الأموال العامة           | - السجن 16 سنة - 16 سنة تنحية مطلقة                                                     | - الفتنة - سوء استخدام الأموال العامة  | - 11 سنة و 6 أشهر سجن - 11 سنة و 6 أشهر تنحية مطلقة                                        | - تمرد - منظمة إجرامية - سوء استخدام الأموال العامة           | - 74 سنة سجن                                                            | أندرو فان دين إيندي                        | الفتنة مع إساءة استخدام الأموال العامة | السجن 12 عامًا وحظر 12 عامًا من شغل المنصب.                           |
| جوزيب رول       |        | وزير التخطيط والاستدامة                    | - تمرد - سوء استخدام الأموال العامة           | - السجن 16 سنة - 16 سنة تنحية مطلقة                                                     | - الفتنة - سوء استخدام الأموال العامة  | - 11 سنة و 6 أشهر سجن - 11 سنة و 6 أشهر تنحية مطلقة                                        | - تمرد - منظمة إجرامية - سوء استخدام الأموال العامة           | - 74 سنة سجن                                                            | جوردي بينا                                 | فتنة                                   | السجن لمدة 10 سنوات وستة أشهر وحظر 10 سنوات وستة أشهر عن شغل المنصب |
| جوردي سانشيز    |        | رئيس الجمعية الوطنية الكاتالونية           | - تمرد - سوء استخدام الأموال العامة           | - السجن لمدة 17 سنة - 17 سنة تنحية مطلقة                                                | - الفتنة                               | - السجن لمدة 8 سنوات - 8 سنوات تنحية مطلقة                                                 | - تمرد (جريمتان) - الفتنة (جريمتان) - منظمة إجرامية           | - 52 سنة سجن                                                            | جوردي بينا                                 | 'فتنة'                                 | 'السجن 12 عامًا وحظر 12 عامًا على شغل المنصب.                         |
| خوردي تورول     |        | وزير الرئيس والناطق الرسمي باسم الحكومة    | - تمرد - سوء استخدام الأموال العامة           | - السجن 16 سنة - 16 سنة تنحية مطلقة                                                     | - الفتنة - سوء استخدام الأموال العامة  | - 11 سنة و 6 أشهر سجن - 11 سنة و 6 أشهر تنحية مطلقة                                        | - تمرد - منظمة إجرامية - سوء استخدام الأموال العامة           | - 74 سنة سجن                                                            | جوردي بينا                                 | الفتنة مع إساءة استخدام الأموال العامة | السجن 12 عامًا وحظر 12 عامًا على شغل المنصب.                          |
| سانتي فيلا      |        | وزير الثقافة                               | - العصيان - سوء استخدام الأموال العامة        | - السجن لمدة 7 سنوات - 16 سنة تنحية مطلقة - 100 يورو غرامة في اليوم لمدة 10 أشهر        | - سوء استخدام الأموال العامة           | - السجن لمدة 7 سنوات - 10 سنوات تنحية مطلقة                                                | - منظمة إجرامية - العصيان - سوء استخدام الأموال العامة        | - السجن لمدة 24 سنة - 2 سنوات تنحية خاصة - 108000 يورو غرامة            | خوان سيغارا                                | العصيان                                | تغريمه خلال 10 أشهر                                                 |

### محكمة العدل العليا في كتالونيا
تم توجيه الاتهام إلى المتهمين الستة التالين بناءً على تعليمات من المحكمة العليا، لكنها قررت إرسال قضاياهم إلى المحكمة العليا في كاتالونيا:
| اسم             | الصورة | المنصب                                                          | تهم النائب العام | تهم النائب العام                                                 | تهم المحامي العام | تهم المحامي العام                                                | تهم الحزب فوكس المتطرف    | تهم الحزب فوكس المتطرف                                     | محامي دفاع                                  |
| اسم             | الصورة | المنصب                                                          | التهم            | العقوبة                                                          | التهم             | العقوبة                                                          | التهم                     | العقوبة                                                    | محامي دفاع                                  |
| --------------- | ------ | --------------------------------------------------------------- | ---------------- | ---------------------------------------------------------------- | ----------------- | ---------------------------------------------------------------- | ------------------------- | ---------------------------------------------------------- | ------------------------------------------- |
| رامونا باروفيت  |        | مجلس برلمان كاتالونيا                                           | - العصيان المدني | - سنة و 8 أشهر تنحية خاصة - غرامة 100 يورو في اليوم لمدة 10 أشهر | - العصيان الشديد  | - سنة و 8 أشهر تنحية خاصة - غرامة 100 يورو في اليوم لمدة 10 أشهر | - منظمة إجرامية - العصيان | - السجن لمدة 12 سنة - سنتين تنحية خاصة - 108000 يورو غرامة | جوديث جين                                   |
| ميريا بويا      |        | رئيس المجموعة البرلمانية مرشح الوحدة الشعبية - الدعوة التأسيسية | - عصيان          | - سنة و 8 أشهر تنحية خاصة - 100 يورو غرامة في اليوم لمدة 10 أشهر | - العصيان الشديد  | - سنة و 4 أشهر تنحية خاصة - 100 يورو غرامة في اليوم لمدة 8 أشهر  | - منظمة إجرامية - العصيان | - 12 سنة في السجن - سنتين تنحية خاصة - 108000 يورو غرامة   | بينيت ساليلاس وإيزابيل أفونسو وكارليس لوبيز |
| لويس كوروميناس  |        | رئيس المجموعة البرلمانية معاً من أجل نعم                         | - العصيان        | - سنة و8 أشهر تنحية خاصة - 100 يورو غرامة في اليوم لمدة 10 أشهر  | - العصيان الشديد  | - سنة و 8 أشهر تنحية خاصة - 100 يورو غرامة في اليوم لمدة 10 أشهر | - منظمة إجرامية - العصيان | - السجن لمدة 12 سنة - سنتين تنحية خاصة - 108000 يورو غرامة |                                             |
| لويس جينو       |        | النائب الأول لرئيس برلمان كاتالونيا                             | - عصيان          | - سنة و 8 أشهر تنحية خاصة - 100 يورو غرامة في اليوم لمدة 10 أشهر | - العصيان الشديد  | - سنة و 8 أشهر تنحية خاصة - 100 يورو غرامة في اليوم لمدة 10 أشهر | - منظمة إجرامية - العصيان | - السجن لمدة 12 سنة - سنتين تنحية خاصة - 108000 يورو غرامة |                                             |
| جوان جوزيب نويت |        | السكرتير الثالث لبرلمان كاتالونيا                               | - عصيان          | - سنة و 4 أشهر تنحية خاصة - 100 يورو غرامة في اليوم لمدة 8 أشهر  | - العصيان الشديد  | - سنة و 4 أشهر تنحية خاصة - 100 يورو غرامة في اليوم لمدة 8 أشهر  | - منظمة إجرامية - العصيان | - السجن لمدة 12 سنة - سنتين تنحية خاصة - 108000 يورو غرامة | إنريكي ليفا                                 |
| آنا سيمو        |        | السكرتير الأول لبرلمان كاتالونيا                                | - عصيان          | - سنة و 8 أشهر تنحية خاصة - 100 يورو غرامة في اليوم لمدة 10 أشهر | - العصيان الشديد  | - سنة و 8 أشهر تنحية خاصة - 100 يورو غرامة في اليوم لمدة 10 أشهر | - منظمة إجرامية - العصيان | - السجن لمدة 12 سنة - سنتين تنحية خاصة - 108000 يورو غرامة | أولغا أرديريو ريبول ورايمون توماس فينارديل  |

### المحكمة الوطنية
بالإضافة إلى ذلك، طلب المدعي العام للمحكمة الوطنية عقوبة بالسجن على الرئيس السابق لفرقة الشرطة موسوس ديسكوادرا وبقية القيادة في عام 2017.
| اسم                        | الصورة | المنصب                                                               | التهم     | العقوبة المطلوبة                                           |
| -------------------------- | ------ | -------------------------------------------------------------------- | --------- | ---------------------------------------------------------- |
| جوزيب لويس ترابيرو الفاريز |        | الرئيس السابق لفرقة الشرطة موسوس ديسكوادرا                           | - التمرد  | - السجن لمدة 11 سنة وتجريد من المنصب لمدة 11 سنة           |
| بير سولير كامبينس          |        | مدير عام خدمات السجون ومدير عام موسوس اسكوادرا                       | - التمرد  | - السجن لمدة 11 سنة وتجريد من المنصب ل11 سنة               |
| قيصر بويغ                  |        | الأمين العام لوزارة الداخلية                                         | - التمرد  | - السجن لمدة 11 سنة والتجريد 11 سنة من المنصب              |
| تيريزا لابلانا             |        | ضابطة شرطة وملازمة إسبانية لشرطة كاتالونيا الإقليمية موسوس اسكوادرا. | - التحريض | - السجن لمدة 4 سنوات والتجريد المطلق من المنصب لمدة 11 سنة |